# Бхагавата-мела
Бхагавата-мела — классический индийский танец, который исполняется в Тамилнаде, в частности в районе Танджавура. Это танцевально-драматическое представление ежегодно ставится в рамках вишнуитской традиции в Мелаттуре и близлежащих регионах. Искусство танца берет свое начало в исторической миграции практикующих кучипуди, другого индийского классического танцевального искусства, из Андхра-Прадеш в королевство Танджавур.
Термин Бхагавата, утверждают Брэндон и Банхам, относится к индуистскому тексту Бхагавата-пурана. Мела — санскритское слово, означающее «собрание, встреча группы» с коннотацией «народный праздник». Бхагавата-мела — представление легенд индуизма под карнатическую музыку.

## История
Истоки Бхагавата-мелы лежат в бхаратнатьяме, более древнем классическом индийском танце, распространенном в Андхра-Прадеше. Вторжение в регион исламских армий в XVI веке привело к падению индуистской империи и вызвало массовую миграцию семей индуистских артистов в Тамилнад, где танец превратился в современную Бхагавата-мелу. Сделанные до падения судебные записи Виджаянагарской империи, располагавшейся в регионе Декан и известной своим покровительством индийским религиям и искусствам, свидетельствуют о том, что танцевально-драматические труппы Бхагаватас из деревни Кучипуди выступали при королевском дворе. В регионе происходили войны и политические потрясения, которые в XVI веке привели к образованию Деканских султанатов. С падением Виджаянагарской империи и разрушением мусульманской армией храмов и городов Декана примерно в 1565 году музыканты и артисты мигрировали на юг. Согласно записям королевства Танджор, около 500 семей артистов Кучипуди прибыли из Андхры, были приняты и одарены землёй королем-индуистом телугу Ачутаппой Наяком, их поселение выросло и стало современным Мелаттуром около Танджора (также называемого Танджавур). Эти семьи сохранили вдохновлённую кучипуди культуру танцевальной драмы в форме, называемой Бхагавата-мела.
Стиль кучипуди пришёл в упадок и в Андхре XVII века был умирающим искусством, но в 1678 году последний шиитский наваб Голкондского султаната, Абул Хасан Кутб-шах, увидел выступление кучипуди и был настолько доволен, что предоставил танцорам земли вокруг деревни Кучипуди с условием, что они продолжат заниматься танцевальной драмой. Шиитский султанат в 1687 году был свергнут суннитским императором Великих Моголов Аурангзебом. Чтобы установить общественную и частную мораль, а также покончить с неисламскими обычаями, Аурангзеб запретил публичные выступления всех музыкальных и танцевальных искусств, а также приказал конфисковать и уничтожить на индийском субконтиненте, находившемся под контролем Империи Великих Моголов, музыкальные инструменты.
В связи с экспансией империи Великих Моголов в регионе Декан происходили войны и политические потрясения, что привело к краху Деканских султанатов к концу XVII века. В этот период все больше семей общины Бхагаватара, хранящих свои культурные традиции, переезжали на юг по приглашению недавно обосновавшихся в дельте реки Кавери маратхских раджей, чтобы поселиться в Кумбаконаме и его окрестностях.

## Репертуар
Бхагавата-мела традиционно проходит на территории индуистского храма или рядом с ним, начинаясь с наступления темноты и продолжаясь всю ночь. Как и в случае с первыми исполнителями кучипуди, изначально мужчины-брахманы играли роли персонажей и мужского, и женского пола. В современных постановках участвуют как мужчины, так и женщины, и в исполнении прослеживается влияние как кучипуди, так и бхаратанатьяма.
Как и все классические индийские танцы, Бхагавата-мела для передачи религиозной истории с духовным посланием включает в себя сложные жесты в сочетании со сложной работой ног и актёрской игрой (абхиная). Эти аспекты Бхагавата-мелы имеют корни в Натьяшастре, древнем индуистском тексте об исполнительском искусстве. Представление включает части Нритта, Нритья и Натья. Нритта — абстрактный, быстрый и ритмичный танец в чистом виде. Нритья — более медленный и выразительный вид танца, в котором передаются чувства, сюжетная линия, особенно духовные темы. Натья — пьеса, исполняемая группой артистов. Корни абхинаи также можно найти в тексте Натьяшастры, где описываются основные элементы танца, жесты и движения, которые дают связь с аудиторией и вызывают у зрителя эстетическую радость, а также переносят человека в сверхчувственное внутреннее состояние бытия.
Общение в Бхагавата-меле осуществляется в форме выразительных жестов (мудр или хаст), синхронизированных с музыкой. Жесты и выражения лица передают рас (чувство, эмоциональный вкус) и бхаву (настроение) основной истории. Как и в других индуистских классических танцах, артист выражает духовные идеи, уделяя внимание четырём аспектам представления: Ангика (жесты и язык тела), Вачика (песня, декламация, музыка и ритм), Ахарья (сценическое оформление, костюм, макияж, украшения) и Саттвика (психическое состояние артиста и его эмоциональная связь с историей и зрителями, в которой находит отклик внутреннее и внешнее состояние артиста). Абхиная создаёт бхаву (настроение, психологические состояния).
Истории Бхагавата-мела обычно берутся из индуистских эпосов или пуран, среди которых особенно популярна Прахлада Чаритрам. Музыка написана в стиле карнатик, и большая часть основной истории поётся в ритме музыки, сопровождаясь танцем. Из музыкальных инструментов используются мриданга и тарелки, которые задают ритм, а также флейта, струнные инструменты и фисгармония.